# 인터플루크

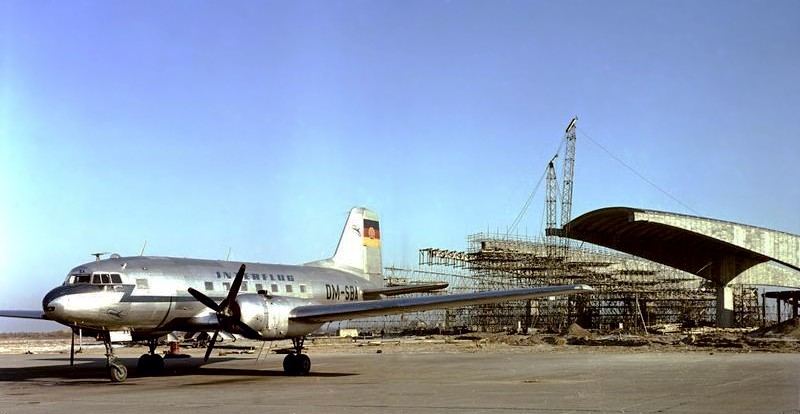
인터플루크의 일류신 Il-14

인터플루크 GmbH(Interflug GmbH, 독일어: Interflug Gesellschaft für internationalen Flugverkehr m.b.H.)는 1958년부터 1991년까지 운행한 동독의 국책 항공사였다. 동베를린에 기초를 두고 유럽을 도착지로 삼아 전세기 및 예약을 관리했으며 베를린 쇠네펠트 공항의 허브 공항 밖 도착지들에 대한 항공편을 제공했다. 경제상호원조회의 국가들에 집중했다. 독일의 재통일에 따라 이 기업은 매각되었다.